# Алфа Ромео
„Алфа Ромео“ (на италиански: Alfa Romeo) е италиански автомобилен производител част от групата Fiat от 1986 г. Първоначално компанията е основана през 1907 г. от аристократ от Милано в партньорство с френска автомобилна компания. „Alfa Romeo“ е със седалище в Торино. Компанията е известна като A.L.F.A., което е съкращение от Anonima Lombarda Fabbrica Automobili и означава Ломбардска автомобилна фабрика.

## История
Има икони които винаги са били част от колективния глобален образ на „Alfa Romeo“: това е 'cuore sportivo' или спортно сърце, неукротима енергичност, характерния звук на двигателя, елегантността на формите и италианския дизайн. Компанията е проникнала във вековната история и е допринесла за много паметни страници в историята на автомобилите. Твърди се че Хенри Форд свалял шапката си, когато виждал да минава „Alfa Romeo“, и това във времето, когато се стремял да победи Алфите. Съдържанието на тази секция е организирано хронологично, отбелязани са ключовите дати в историята на „Alfa Romeo“ от неговия произход до днес.

### A.L.F.A.
„Alfa Romeo“ стартира през 1910 г. в Милано, Италия като A.L.F.A. –  Anonima Lombarda Fabbrica Automobili (Ломбардска фабрика за автомобили), произхождаща от компанията Societa Italiana Automobili Darracq, филиал на френска автомобилна компания. Първите коли са били най-вероятно базирани върху основата на френските, но скоро A. L. F. A. прави свои собствени, конструирани от Джузепе Мероси. Производството продължава с три основни модела използващи двигатели с обем 2413 cm3 (15 конски сили, 20 km/h), 4084 cm3 (20 к.с., 30 km/h) и 6082 cm3 (40 к.с., 60 km/h), но тъй като финансовата ситуация не е била много добра, през 1915 г. концернът се откупува от Никола Ромео. Производството на колите спира по време на Първата световна война, заместено от по-необходими продукти, но през 1918 г. започва отново с вече подобрените модели от преди войната, под името „Alfa Romeo“.

### Началото на спортните успехи
През 1923 г. Jano започва да работи за „Алфа Ромео“ и първата му кола е успешният модел от Формула 1, наречена P2. Скоро следват и серийните модели, през 1927 г. започва производството на 6С 1500, 6 цилиндъра, 1500 cm3. В началото се използват SOHC двигатели (единично горно разположен разпределителен вал) – 44 к. с., но скоро след това излиза и DOHC версията (двойно горно разположени разпределителни валове). И двата се приемат добре и се подсилват, развиващи мощност от съответно 54 и 76 к.с. През 1929 г. се представят по-мощните версии – 1750 cm3, всяка в SOHC (45 к.с.) и DOHC вариант (55 к.с.). Тук също се прави подсилена версия – 85 к.с.
През 1931 г. „Алфа Ромео“ пуска и новата 2,3 L 8C с форсиран редови двигател. Произвеждат се три серии от 1931 г. до 1934 г. Състезателните коли от този тип са известни под името Монца, след техния първи успех на едноименната писта. През 1934 г. се представя новата 6С, 2300 cm3, с изцяло подновен дизайн, противоположно на моделите на Jano, които се придържат към формите на Р2. Също в края на 1930-те години се произвеждат 2900-кубиковите 8С, използващи подсилени 2900 Monoposto двигатели, които са едни от най-бързите серийни коли по това време.
През 1954 г. се появява Giulietta, отново направена от Satta. Първо се представя Giulietta Sprint с 1290 cm3, DOHC двигател, Berlina (4 врати) и Spider (кабриолет) през следващата година. Alfa 1900 продължава да се произвежда и след някои промени и с още 10кс става Alfa 2000, представена също като Berlina и Spider. Alfa 2600 се представя през 1962 г. в Berlina, Spider и Sprint варианти, и е първата, която използва дискови спирачки.
1963 г. вижда смяната на Giulietta c Giulia, която използва 1570 cm3 двигател (по-мощната версия на 1290-кубиковия на Giulietta). Направени са много варианти, от които по-известните са Spider Duetto, Giulia GTV, GTA (състезателна версия), GT Junior и Giulia Super. 1750 Saloon, GTV и Spider в производство от 1967 г. използват по-голям двигател, подобрено шаси и заместват 2600 модела. На световното изложение в Монреал през 1967 г. е представена новата Alfa Romeo Montreal, 4-местна, с 2600 cm3 V-образен 8-цилиндров двигател.
През 1969 г. се представят Giulia 1600 S Saloon и GT 1300 Junior Zagato и през следващата година повечето от редиците на „Алфа Ромео“ се подобряват. Алфа 1750 се замества през 1971 г. от Алфа 2000 (все още с 1290-кубиков двигател от Giulietta), представена в три варианта – Saloon, GTV и Spider Veloce.
1972 г. е годината на революционните промени за „Алфа Ромео“ с представянето на Alfasud, първата Алфа с предно предаване, конструирана от Rodolfo Hruska, използваща 4-цилиндров хоризонтално разположен 1200-кубиков двигател. През същата година се представя и Alfetta, в която най-важната техническа промяна е преминаването към de Dion задно окачване и високо разположени отзад съединител, скоростна кутия и диференциал. Към този тип се присъединява през 1974 г. и Alfetta GT, купе разработено от Giugiaro.
През 1976 г. е представена първата дизелова Alfa – Giulia diesel. Giulietta e съживена през 1977 г., базирана върху Alfetta и с двигатели 1300 и 1600 cm3, а Alfetta продължава с 2000 кубиков двигател. Нова Alfa на високо ниво е представена през 1979 г. под формата на Alfa 6, с чисто нов 2492 cm3, V6 двигател – 160 к.с. и с подобно разположение на окачването като на Alfetta. Въвежда се също и версията GTV 6 купе.
Седемдесетте години на миналия век са отбелязани с много спортни успехи. През 1975 г. автомобилът 33 ТТ 12 побеждава в световния шампионат, изпреварвайки Porshe и Renault Alpine. През 1977 г. успехът се повтаря, но с подобрената 33 SC 12. Giulia GTA също жънат много победи. През 1974 г. Лураги напуска компанията. На негово място идва Еторе Масачези (Ettore Massaccesi), който започва реорганизация на производството, за първи път след модернизацията, направена от Уго Гобато в средата на 1930 г.
През 1976 г. е представено и купето Alfasud Sprint, което се произвежда с леки промени чак до 1989 г., и е продавано освен в Европа и в Нова Зеландия, Северна Африка и Австралия. По късно 76 година е представена първата дизелова Alfa – Giulia super diesel. През 1977 г. Giulietta e съживена, базирана върху Alfetta, с двигатели от 1.3 до 2.0 кубика и дизелова версия. Към края на 70-те, поради изтощителните участия в състезания и лошата икономическа обстановка, компанията отново е във финансова криза, но въпреки това нова Alfa на високо ниво е представена през 1979 г. под формата на Alfa 6, с чисто нов 2492 cm3, V6 двигател – 160 к.с. и с подобно разположение на окачването като на Alfetta. От Alfa 6 обаче са продадени твърде малко бройки, може би заради покачващите се цени на петрола и високия разход на колата.
1980 – 1990 година
„Алфа Ромео“ не успява повече да следва процеса на растеж, който видя с Лураги. Дори и joint venture с японския автомобилен производител Nissan (ARNA: Alfa Romeo Nissan Automobili) за производството на един нов масов автомобил, не дава очакваните резултати и през 1986 г. Finmeccanica я продава на FIAT Group, който я събира заедно с Lancia в едно ново прегрупиране, наречено „Alfa Lancia S.p.A.“, което започва дейност през 1989 г.
ArnaAlfa Romeo Arna е разработена в съюз с Nissan. Тази кола се е произвеждала само две години (от 1984 г. до 1986 г.) и не е постигнала особена слава.
1990 – 2000 година
Това е десетилетието на възраждането и големите промени. „Алфа Ромео“ най-после побеждава кафяво-червената чума: ръждата! Качеството става все по добро и значителна част от старите проблеми са останали в миналото. Обаче и лошите новини за заклетите Алфисти не са малко. Традиционното задно предаване е забравено, спира се производството на Boxer моторите, новите редови мотори са с блок от Fiat, но се запазва T.S технологията, платформите и окачването на първите представители също са от Fiat. Запазват се единствено V6 Арезе моторите. През втората половина на десетилетието има и много нововъведения, като революционната система common rail при дизелите, роботизираната скоростна кутия Selespeed, и въвеждането на истинско „Алфа“ окачване с двойни носачи.
Spider 63-93Alfa Romeo Spider е моделът с най-дълъг живот на производство от моделния ред на италианската марка и се е произвеждал от 1963 г. до 1993 г

### Алфа Ромео под контрола на Fiat
Лансирането на Alfa 156 (септември 1997 г.) представлява ключов момент в лансирането и репозиционирането на марката Alfa Romeo на европейско равнище. Alfa 156 е Автомобил на годината за 1998. На 27 ноември 1997 г. 56 журналисти от 21 европейски страни избират Alfa 156 за Кола на годината 1998. Най-престижната награда на международната автомобилна преса. Това е първата Alfa Romeo, която печели престижната титла. Alfa 156 е напълно оригинална кола. Линията и е силна и мускулеста, стъпила решително на пътя. Специални материали, като магнезий и алуминиеви джанти, мощни двигатели и показатели, еволюционно окачване, изключителна активна и пасивна сигурност. Alfa 156 е плод на иновативен проект, здрав и надежден, при който поведението и сигурността са плод на нови технологични решения
156 Седан от ново поколение – Alfa Romeo 156. Който скоро го обявили за един от най-красивите автомобили в света и при официалните дилъри се втурнали тълпи от любителите на красотата.
През 1998 г. излиза и новият спортен флагман Алфа 166. Модела 166 замества 164 в светлината на новите технологии, които са по-еволюционни от очакванията на потребителите. Агресивният, но сдържан стил, се ражда в Centro Stile в Арезе. Наподобяването на 156 е очевидно при някои детайли: устрема на страничната част и хоризонталното решение за задните фарове. Важни са нововъведенията по отношение на механиката, с предно окачване „dual high wishbone“ и задно многораменно е постигната комфорт и стабилност на автомобила. С двигатели 2.4 JTD, 2 Turbo и 3.0 V6 24v стандартно с 6-степенна скоростна кутия. Двигателите с 6 цилиндъра се предлагат и с една автоматична скоростна кутия с електронен контрол, наречена Sportronic, която функционира и като секвенциална. Изключително богато оборудване, което включва 5 инчов цветен дисплей, който визуализира контрола на климатика, трип компютъра, аудио системата, мобилния телефон и навигационната система. Модела 166 се произвежда в завода в Ривалта. Двигателите се доставят от Арезе и Пратола Сера. Alfa Romeo 166 е най-екстравагантния седан от бизнес-класата. При това 166 спомага също и за повишаване на адреналина на собствениците си.
През 2000 година компанията навършва 90 години и на Международния Автомобилен Салон в Торино е представена завладяващата Алфа 147. Това е красив и дързък автомобил, с показатели, сигурност, оборудване и комфорт, характерни за модели, отговарящи на значително по-високи категории. За тези, които търсят компактен и спортен автомобил, предлагаща същото удоволствие от шофирането, които са предопределили успеха на последното поколение модели на марката. При 147 стилистичните идеи имат много елементи типични за по-старите модели на „Алфа Ромео“. Знаци, около които се преплитат много характерни черти на традицията: като V-образната форма на капака, който изчезва надолу от фаровете, наподобявайки красивата 6C 2500 Villa d'Este от 1949 и триптиха, заменен с два отделни отвода за въздух и от щита. Четирите двигателя и механиката са адекватни на спортната индивидуалност на автомобила. Alfa 147 е с новото предно многораменно окачване както при 156 и задно независимо окачване тип McPherson със странични рамене и стабилизираща щанга, което подчертава стабилността на колата, изпреварвайки в завой накланянето на осите, за да се получи максимално добро поведение на пътя. Същата година е лансирана и комби версията Alfa 156 Sportwagon.
„Алфа Ромео“ 147 се смята неслучайно за най-спортния модел от голф-класата. Отличната динамика и външен вид предизвикват разговори за качеството на марката „Алфа Ромео“. Това дава основание за титлата „Автомобил на годината-2001 г.“
През септември 2001 г. на автосалона във Франкфурт са представени два бисера – Alfa Romeo 156 GTA и Sportwagon GTA, продължаващи традицията на легендарния Giulia Sprint GTA, макар и да не са олекотени. Малко по късно през 2002 година излиза и Alfa Romeo 147 GTA. Мускулестите и дълбоки форми на купето с агресивна линия предават цялата дързост на един расов спортен автомобил, запазвайки в същото време характера на базовите версии. Великолепните характеристики, предлагани от един автомобил с мощност от 250 к.с., поведение на пътя и усилената спирачна система увеличават удоволствието от шофирането при голяма степен на сигурност.
През 2003 г. на автосалона в Болоня дебютира Alfa Romeo GT, чиято каросерия е разработена в сътрудничество с ателието Bertone. В резултат се е получил автомобил, който въплъщава най-добрите спортни традиции на компанията. Същата година е направен фейслифт на 166, GTV-Spider и на 156, която става още по агресивна.
Успехите на Alfa 147
8 ноември 2000: Alfa 147 печели „златен волан“, най-престижната награда за Германия в категорията на компактните автомобили.
Състезанието, организирано от списанието „Bild am Sonntag“, се организира вече от 25 години. През 1995 наградата е спечелена от Alfa Romeo GTV.
Alfa 147 е кола на 2001 г.
Наградата е присъдена от международно жури, съставено от 56 специализирани журналиста от 21 европейски страни.
„Алфа Ромео“ навършва 90 години.
2000: „Алфа Ромео“ празнува 90 години история със серия от въодушевяващи мероприятия. Започват с изложбата Cuore Sportivo. Премиерата Необходимата Красота е в Дъблин, след което се премества във Варшава и Виена.
В маратона Лондон-Сидни 2000 за историческите автомобили, произведени преди 1970 година La Scuderia del Portello участва с една Giulia Ti Super от 1967. Състезанието, дълго 18 хиляди километри, започва в Лондон и завършва в Сидни, Австралия. XXI Международно Рали на Историческите Автомобили „Алфа Ромео“, организирано от RIAR – Сицилия и Targa Florio, с един парад от 50 „Алфа Ромео“, произведени до 1965., през градовете на Сицилия.
Оживява мита за GTA.
През септември 2001 са представени на Салона във Франкфурт два автомобила с изключителни характеристики: Alfa 156 GTA и Sportwagon GTA.
Стилистично е било решено да не се променя напълно линията на базовите седан и комби версия, а да се засили спортния вид на модела. Истинска иновация има от техническа страна: новите GTA имат двигател с обем 3,2 литра и мощност от 250 к.с. при 6400 оборота/минута с максимален въртящ момент от 300Nm при 5000 оборота/минута.
Alfa 156 GTA и Sportwagon GTA са пуснати в производство през февруари 2002. Мита за спортния дух оживява и се развива.
Януари 2003. „Красотата не е достатъчна“ е основата на новата комуникационна стратегия на Alfa Romeo, която олицетворява спортната същност, освен формата.
Alfa Romeo е синоним на стил и елегантност, но също и преди всичко на технология и удоволствие от шофирането.
Март 2003, Autodelta след 40 години.
На 5 март 1963 се ражда Auto-Delta, с цел да въведе в състезание автомобилите Alfa Romeo в световните шампионати. В тези години, с Giulia TZ, Alfa Romeo във всички специалности на спортния автомобилизъм.
След четиридесет години Autodelta разкрива отново своята роля с побеждаващия отбор в Европейски шампионат Turismo, с автомобили Alfa 156 GTA, побеждавайки на 21 октомври 2003, с Габриеле Таркуини Титлата при Пилотите FIA ETCC 2003.
През 2008 г. излиза моделът Alfa MiTo. Самото име МиТо идва от съчетанието на двата града оформили историята на Алфа Ромео, а именно Милано и Торино. Дизайнът на най-малката Алфа е „откраднат“ от 8С Competizione и с невероятните технически решения спечелва много симпатизанти. MiTo въплъщава всички ценности на „Алфа“ във възможно най-малките габарити, обем и тегло. Доказателство за това са системата за управление D.N.A., системата за окачване с предни и задни регулируеми амортисьори, електронно контролираният Q2 диференциал, системата DST за стабилност на пътя. Уникалната за сегмента иновация наречена D.N.A. променя настройките на двигателя, спирачната система, окачването и скоростната кутия. За тази цел водачът може да избере ръчно един от трите типа пътно поведение: спортно шофиране (Dynamic), градско (Normal) и максимална сигурност при лоши атмосферни условия (All weather). При спортен режим например автомобилът става по-динамичен, окачването и воланът се „втвърдяват“, изменя се и звукът на мотора.

## Модели в производство
- Алфа Ромео Мито(Торино, Италия)
- Алфа Ромео Жулиета(Касино, Италия)
- Алфа Ромео 4Ц(Модена, Италия)

## Автомобили в производство
- АЛФА 24 КС
- АЛФА 12 КС
- АЛФА 15 КС
- АЛФА 40-60 КС
- Алфа Ромео 20-30 КС
- Алфа Ромео Г1
- Алфа Ромео Г2
- Алфа Ромео РЛ
- Алфа Ромео РМ
- Алфа Ромео 6Ц 1500
- Алфа Ромео 6Ц 1750
- Алфа Ромео 1900
- Алфа Ромео Матта
- Алфа Ромео Джулия
- Алфа Ромео 2000
- Алфа Ромео Делфин
- Алфа Ромео 2600
- Алфа Ромео Спайдер
- Алфа Ромео 33 Страдале
- Алфа Ромео 1750
- Алфа Ромео Монтреал
- Алфа Ромео Алфасуд
- Алфа Ромео Алфетта
- Алфа Ромео Жулиетта (1977)
- Алфа Ромео Алфа 6
- Алфа Ромео 33
- Алфа Ромео Арна
- Алфа Ромео 90
- Алфа Ромео 75
- Алфа Ромео 164
- Алфа Ромео СЗ
- Алфа Ромео 155
- Алфа Ромео 145
- Алфа Ромео 146
- Алфа Ромео ДжиТиВи
- Алфа Ромео 156
- Алфа Ромео 166

Автомобили Алфа Ромео

## Прототипи на компанията
Компанията си сътрудничи с много от най-големите автомобилни дизайнерски ателиета в Италия. Повечето спортни концептуални модели са дело на Пининфарина, Бертоне, Загато и други. През 1952 г. Алфа Ромео представя модела Диско Воланте от Кароцерия Тоуринг. През 1953 г. представя първият от серията концептуални автомобили Б.А.Т 5.

В музея на компанията Алфа Ромео стоят и много неизвестни прототипи, които биха представлявали огромен интерес за милионите Алфисти по света! Сред тях са няколко незнайни прототипа на спортни автомобили, няколко седана (стил 60-те, 70-те, 80-те) високопроходим автомобил-тип джип, нищо общо с Матта Камал и Спортут.

## Камиони
През 1914 е произведен първият камион Алфа Ромео на собствена платформа. Той е базиран върху удължена платформа на АЛФА 24 КС. Превозното средство е било с възможности за товаримост около 300 – 400 килограма. Върху шаситата на автомобилите АЛФА се изграждат и други товарни машини за нуждите на бизнеса.
През 1931 г. след лиценз от германските компании „Бусинг“ и „Дойц“ е произведен камионът Алфа Ромео 50.

## Бусове
- Алфа Ромео Ромео
- Алфа Ромео Ромео 2
- Алфа Ромео Ромео 3
- Алфа Ромео A11/F11
- Алфа Ромео A12/F12
- Алфа Ромео AR6
- Алфа Ромео AR8

## Автобуси
- Алфа Ромео 40A
- Алфа Ромео 80A
- Алфа Ромео 85A
- Алфа Ромео 110A
- Алфа Ромео 140A
- Алфа Ромео 150A

## Тролейбуси
- Алфа Ромео 110AF
- Алфа Ромео 140AF
- Алфа Ромео 800AF
- Алфа Ромео 900AF
- Алфа Ромео 1000AF

## Други производства

### Локомотиви
Макар и доста странно в началото на 30-те години в сътрудничество с милански железопътен производител, компанията Алфа Ромео произвежда няколко екземпляра локомотиви, които са използвани за пътнически и товарни цели предимно в Северна Италия.

### Трактори
През 20-те години поради нуждите на селското стопанство компанията произвежда няколкостотин броя селскостопански трактори като черпи от опита на Fiat и Ландини.

### Готварски печки
Може би едно от най-невероятните неща е, че компанията е произвеждала и готварски печки. През 60-те години в индустриалната база на кампанията поради икономическия бум, излизат готварски печки със специфично лого Алфа Ромео. Днес такъв екземпляр се съхранява в Музея на компанията в Арезе.

## Символи

### Лого
Емблемата на логото е проектирана от Романо Катенео. Логото на „Алфа Ромео“ включва две хералдически устройства, традиционно свързани с родното си място: град Милано: червен кръст от емблемата на Милано и бисквион, коронована украса на гълъбар от локомотива на Дома на Виконтите, владетели на града през 14 век.

## Фабрики
- Завод в Арезе

## Спорт
Тази черта може би е най-характерната за моделите на Алфа Ромео. През началото и средата на XX век, компанията има един от най-силните отбори във Формула 1. Алфа Ромео има и сериозно участие в много рали шампионати. Компанията също има и силни отбори във Формула 3, Индикар, Милле Миля и Състезанието за туристически автомобили.